# Kings XI Punjab
Die Kings XI Punjab (Panjabi:  ਕਿੰਗਜ਼ ੧੧ ਪੰਜਾਬ) sind ein Cricketteam aus der Stadt Mohali im Punjab, das in der Indian Premier League spielt.

## Geschichte
2008 gründete der indische Cricketverband, das Board of Control for Cricket in India (BCCI), die Indian Premier League. Die acht Gründungsfranchises wurden am 20. Februar 2008 in Mumbai versteigert. Die Kings XI Punjab wurden für 76 Millionen $ von Preity Zinta, Karan Paul und Mohit Burman gekauft. Am 10. Oktober 2010 kündigte der IPL-Ausschuss den Franchisevertrag der Kings XI Punjab und der Rajasthan Royals wegen Streitigkeiten. Die Teams kündigten daraufhin rechtliche Schritte an, um in der IPL zu bleiben. Zuerst wollten die Kings versuchen, sich mit der Liga auf eine Lösung zu einigen, sollte das misslingen, würden sie beim Obersten Gericht in Mumbai Klage einreichen und die IPL beschuldigen, die beiden Teams nur loswerden zu wollen, um zu Beginn der Indian Premier League 2012 den Franchisevertrag an lukrativere Bieter zu versteigern.
2011 wurden die Kings mit Beteiligung der IPL und des Obersten Gerichts wiederbelebt und begannen ein neues Team mit Michael Bevan als Trainer und Adam Gilchrist als Kapitän zusammenzustellen.

## Abschneiden in der IPL
| Jahr | Spiele | Siege | Niederlagen | No Result | Endplatzierung (Vorrunde) |
| ---- | ------ | ----- | ----------- | --------- | ------------------------- |
| 2008 | 15     | 10    | 5           | 0         | Halbfinale (2/8)          |
| 2009 | 14     | 7     | 7           | 0         | Vorrunde (5/8)            |
| 2010 | 14     | 4     | 10          | 0         | Vorrunde (8/8)            |
| 2011 | 14     | 7     | 7           | 0         | Vorrunde (5/10)           |
| 2012 | 16     | 8     | 8           | 0         | Vorrunde (6/9)            |
| 2013 | 16     | 8     | 8           | 0         | Vorrunde (6/9)            |
| 2014 | 17     | 12    | 5           | 0         | Finale (1/8)              |
| 2015 | 14     | 3     | 11          | 0         | Vorrunde (8/8)            |
| 2016 | 14     | 4     | 10          | 0         | Vorrunde (8/8)            |
| 2017 | 14     | 7     | 7           | 0         | Vorrunde (5/8)            |
| 2018 | 14     | 6     | 8           | 0         | Vorrunde (7/8)            |
| 2019 | 14     | 6     | 8           | 0         | Vorrunde (6/8)            |